# 韋基亞峰

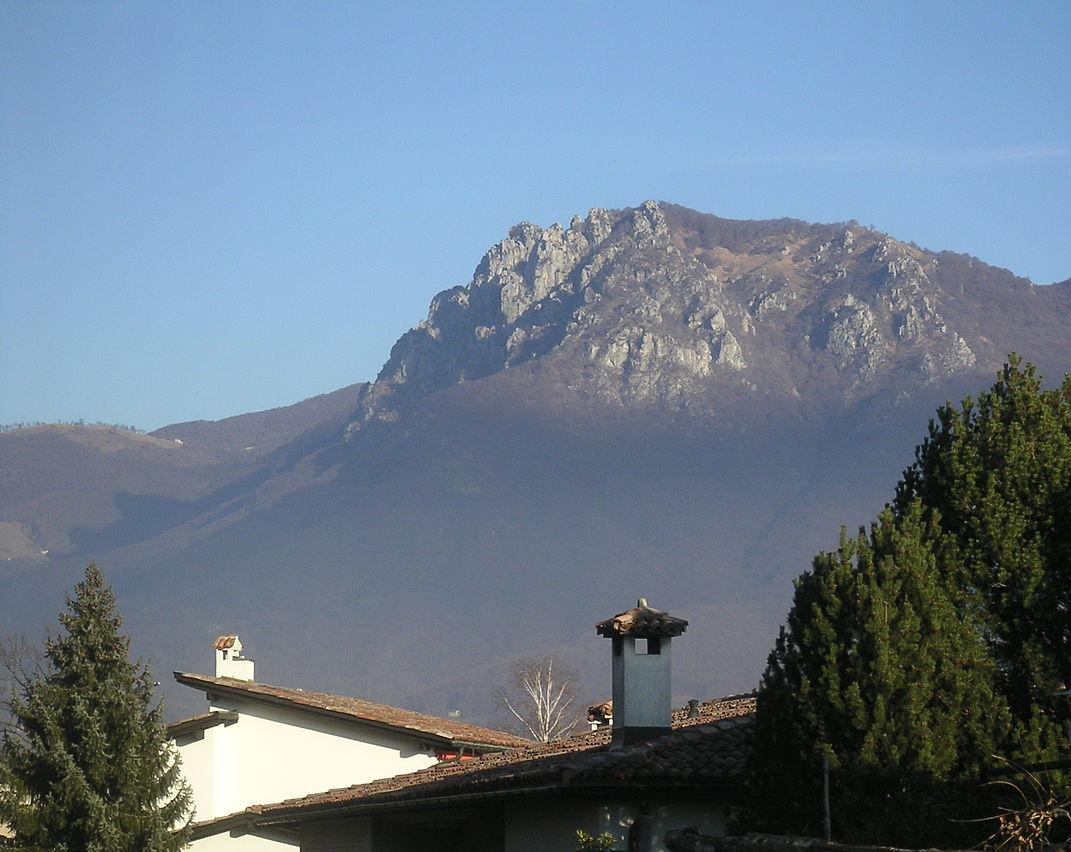

46°03′10″N 9°01′23″E / 46.052827°N 9.023069°E
韋基亞峰（義大利語：Denti della Vecchia），是中歐的山峰，位於意大利和瑞士接壤的邊境，屬於盧加諾前阿爾卑斯山脈的一部分，海拔高度1,491米，每年平均降雨量1,851毫米。